# Broager (plaats)
Broager is een plaats en voormalige gemeente in Denemarken.

## Voormalige gemeente
De oppervlakte bedroeg 43,38 km². De gemeente telde 6290 inwoners waarvan 3171 mannen en 3119 vrouwen (cijfers 2005).
De voormalige gemeente behoort sinds 2007 tot gemeente Sønderborg.

## Plaats

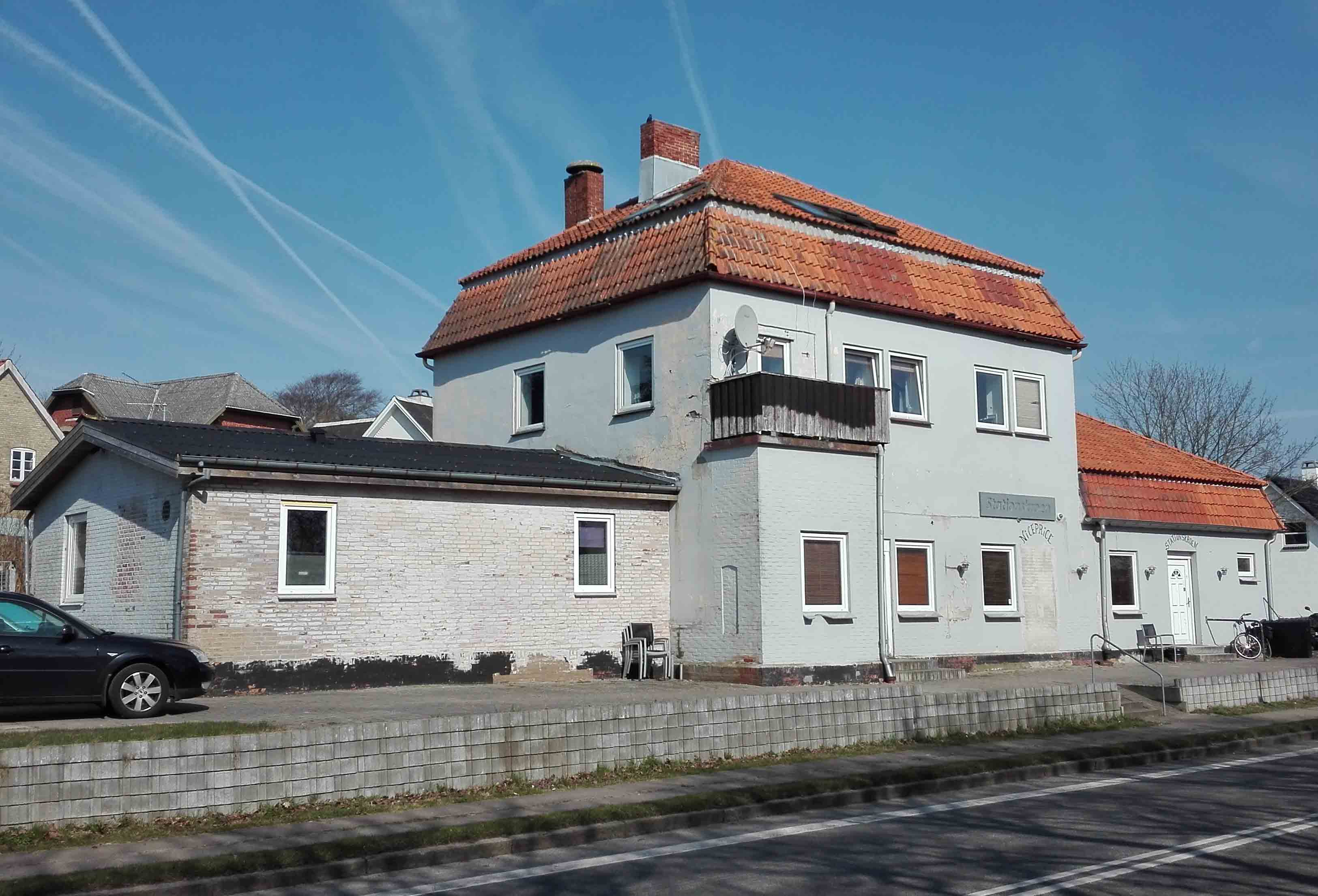
Voormalig station

De plaats Broager telt 3384 inwoners (2008). Broager ligt aan de voormalige spoorlijn Vester Sottrup - Skelde. Deze lijn, in het Deens aangeduid als Broagerbanen, werd aangelegd in 1910, in de Duitse tijd. Een groot succes was het niet, in 1932 werd de lijn alweer gesloten. Het oude stationsgebouw is nog wel aanwezig.